# 地球環境局
地球環境局（ちきゅうかんきょうきょく、英語: Global Environment Bureau）は、日本の環境省の内部部局の一つ。地球温暖化防止、オゾン層・酸性雨・黄砂対策、海洋環境の保全、森林・砂漠化対策、南極地域の環境保護等の地球環境保全に関する政策及び国際機関・海外諸国との調整や開発途上地域に対する環境協力等の環境省に関する国際的な事務をおこなっている。

## 職務
主な職務は下記の通りである。
- 地球環境保全に関する基本的な政策の企画及び立案並びに推進に関すること。
- 地球環境保全に関する関係行政機関の事務の調整に関すること。
- 地球環境保全に関する関係行政機関の試験研究機関の経費及び関係行政機関の試験研究委託費の配分計画に関すること。
- 環境の保全の観点からの温室効果ガスの排出の抑制に関する基準等の策定及び規制等に関すること（総合環境政策局及び水・大気環境局の所掌に属するものを除く。）。
- 環境の保全の観点からのオゾン層の保護に関する基準等の策定及び規制等に関すること。
- 環境の保全の観点からの海洋汚染の防止に関する基準等の策定及び規制等に関すること。
- 環境省の所掌事務に係る国際協力に関する事務の総括に関すること。
- 環境省の所掌事務に係る国際機関及び国際会議に関する事務の総括に関すること。
- 環境省の所掌事務に係る海外との連絡に関する事務の総括に関すること。
- 環境省の所掌事務に係る海外に対する広報に関すること。
- 中間貯蔵・環境安全事業株式会社の行う独立行政法人国際協力機構の委託に基づく開発途上地域からの技術研修員に対する研修及びこれに附帯する業務に関すること。
- 前各号に掲げるもののほか、専ら地球環境保全を目的とする事務及び事業に関すること（特定有害廃棄物等の輸出、輸入、運搬及び処分の規制に関すること並びに生物の多様性の確保に係るものを除く。）並びにその目的及び機能の一部に地球環境保全が含まれる事務及び事業に関する地球環境保全の観点からの基準等の策定及び当該観点からの規制等に関すること（発生機構が未解明な化学物質汚染の防止のために行うもの並びに水・大気環境局及び自然環境局の所掌に属するものを除く。）。

## 組織
- 局長
  - 特別国際交渉官
  - 総務課
    - 脱炭素社会移行推進室
    - 気候変動化学・適応室
    - 気候変動観測研究戦略室
    - 国際会議等業務室

  - 地球温暖化対策課
    - 地球温暖化対策事業室
    - フロン対策室
    - 脱炭素ビジネス推進室
    - 脱炭素ライフスタイル推進室
    - 住宅・建築物脱炭素化事業推進室
    - 事業監理官(1)

  - 国際連携課
    - 気候変動国際交渉室長
    - 地球環境情報分析官
    - 中国環境情報分析官

  - 国際脱炭素移行推進・環境インフラ担当参事官